# Ставище (Кам'янець-Подільський район)
Стави́ще (колишні назви: Мукарів Татарський, Тягин, Татариска) — село в Україні, в Новодунаєвецькій селищній територіальній громаді Кам'янець-Подільського району Хмельницької області.

## Назва
Історично зафіксовані такі назви села: «Мукарів Татарський», «Тягин», «Татариска». Назви села «Мукарів Татарський» та «Татариска» можуть бути пов'язані з тим, що початково поселення було заселене чи засноване татарами. До слова, таких поселень Поділлі було декілька: Татаринці, Татариски. Згідно з однією з версій нова назва — Ставище, село отримало як поселення на річці Студениця, на якій є значна кількості ставів, або ставищ.

## Географія
Село розташоване за 47 кілометрів автодорогами від Кам’янця-Подільського по обидва берега річки Студениці.

### Клімат
Ставище знаходяться в межах вологого континентального клімату із теплим літом, але діяльність людини призводить до поганих змін та глобального потепління.

## Історія

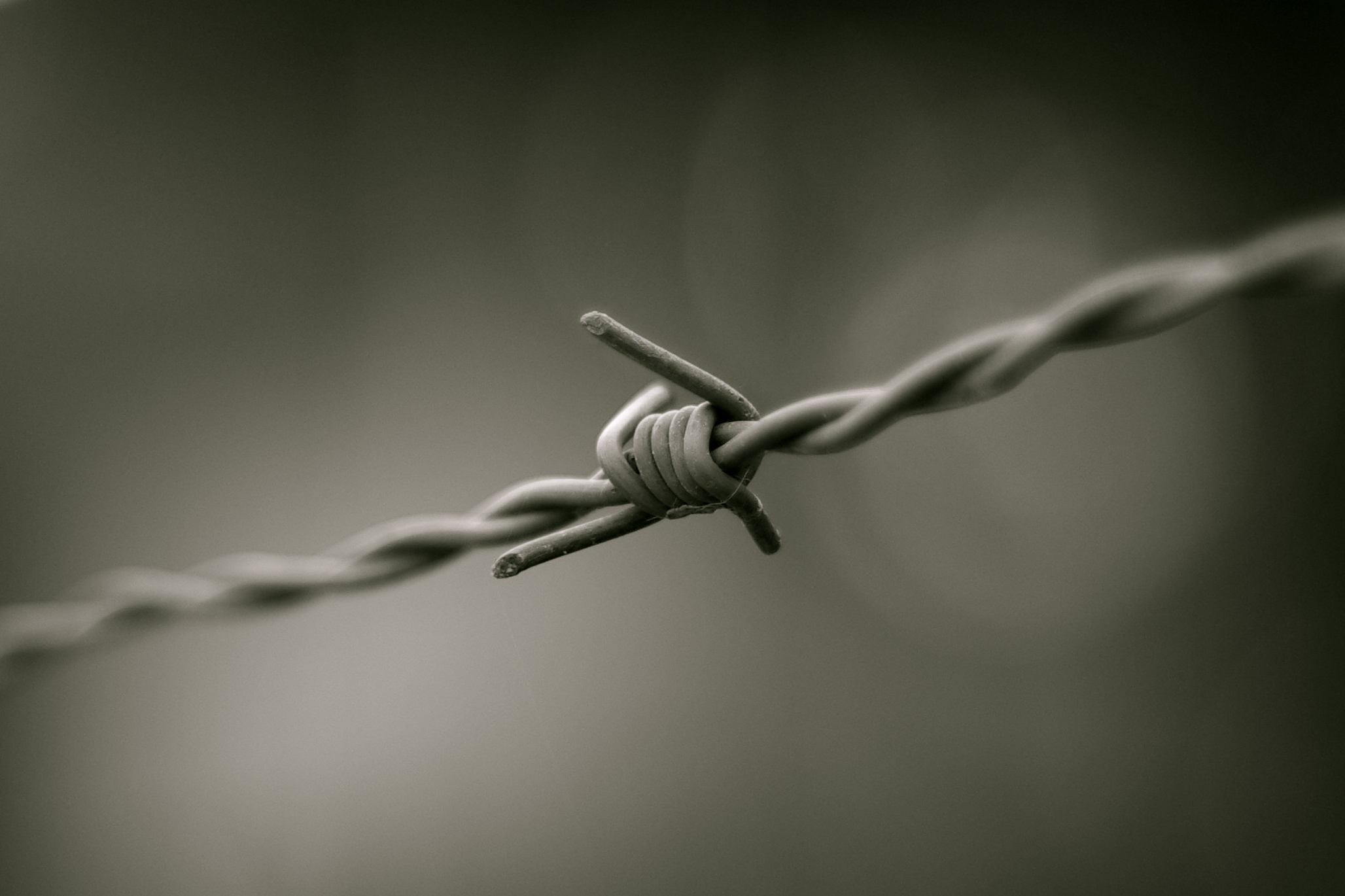
[http://www.reabit.org.ua/nbr/?st=3®ion=&ss=Рудківці&logic=or&f1_type=begins&f1_str=&f2_type=begins&f2_str=&f3_type=begins&f3_str=&f4_from=&f4_till=&f7%5B%5D=all&f14%5B%5D=all#list Національний банк репресованих

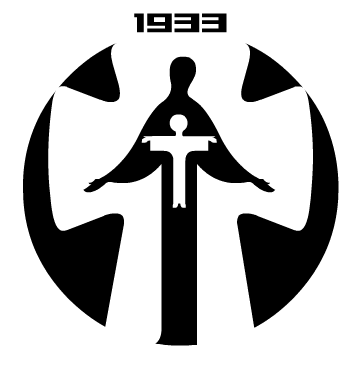
[https://victimsholodomor.org.ua/khmelnytsky/easytable/25-peoples-new.html?start=300 Список жертв Голодомору, Хмельницька область

27 травня 1502 року жалувана грамота короля Олександра Кам'янецькому вірменові Донишові Голубейовичу на володіння село Мукарів Татарський у Смотрицькому повіті (тепер Ставище) з записом 60 гривень. 25 травня 1513 р. - грамота короля Сигізмунда про дозвіл старості камʼянецькому викупити село Мукарів Татарський у вірмена Даника, міщанина камʼянецького.
30 березня 1518 р. король записує 40 гривень Івашкові Невиду за військові заслуги на село Мукарів Татарський з гарантією протягом двох "доживотій". Можливо, цей Невид (Невід) був з чемерисів, бо син його був засновником і війтом Горного Бара (с. Чемериси Барські).
18 лютого 1552 р. король Сигізмунд Август надав село в пожиттєве володіння дружині Василя Лоєвського та сину її Якову. 
1565 року перша згадка про Ставище під його сучасною назвою — орендатор Василь Лоєвський.
У селі Ставище було знайдено (в 1889 р.) скарб, заритий у землю в останній чверті XVI століття, що налічував 1268 срібних монет, серед яких був також один джучидський дирхем.
До XVII століття поселення називалося Тягин. У XVII столітті перейменовано на Татариска. 
1882 року в селі відкрито першу трирічну школу. 
Внаслідок поразки визвольних змагань на початку XX століття, село надовго окуповане російсько-більшовицькими загарбниками.
Радянська окупація принесла колективізацію та розкуркулення, мешканці села зазнали репресій. Багатьох частинах Поділля відбувались масові селянські повстання, проти радянської влади.
В 1932–1933 селяни села пережили сталінський голодомор.
У 1957 році село Татариска перейменовано на Ставище. Комуністична влада боролась зі всім ворожим та буржуазним, у немилість потрапили назви інших народів, у різний час було вилучено практично усі назви поселень, в основах яких звучали як давні, так і новітні етноніми. Виняток було зроблено лише для етноніма «російський/руський».
1972 року в селі побудовано та відкрито восьмирічну школу. У 1982—1983 роках проведена експедиція з дослідження черняхівського поселення біля с. Ставище. Відомо про знайдені на території села мідний денарій Фаустини Старшої (138—141 рр.) та мідний денарій Антоніна Пія (138—161 рр.).
З 24 серпня 1991 року Ставище в складі незалежної України.
13 серпня 2015 року шляхом об'єднання сільських рад, село увійшло до складу Новодунаєвецької селищної громади. Об'єднання в громаду має створити умови для формування ефективної і відповідальної місцевої влади, яка зможе забезпечити комфортне та безпечне середовище для проживання людей.
17 липня 2020 року, в результаті адміністративно-територіальної реформи та ліквідації Дунаєвецького району, село увійшло до складу Кам'янець-Подільського району.
25 травня 2023 року селі перейменовано вулиці на Олександра Кузяка та Романа Горбатюка героїв російсько-української війни.
10 березня 2024 року селі Ставище парафія церкви Святого Михайла перейшла з Московського патріархату в Православну Церкву України, без настоятеля. Вперше, в місцевій церкві пролунала молитва українською мовою.

### Черняхівське поселення
Протягом 1982—1983 років спільною експедицією Інституту археології АН УРСР і Кам'янець-Подільського педінституту були проведені дослідження черняхівського поселення біля с. Ставище.
Загальна площа досліджуваної ділянки становила понад 700 м². Відкрито 13 жител, господарські споруди, зібрано інвентар (коса, наральник, ножі наконечник списа, теслярський струг, шила-проколки, наконечники стріл та інші побутові речі). Увагу дослідників привернув також уламок посуду, на поверхні якого зображено знаки рослинності, води, а також фігуру оленя. Ця знахідка дала можливість подальшого вивчення історії духовної культури черняхівських племен.
На поселенні простежуються перехідні об'єкти від черняхівської культури до ранньосередньовічних слов'янських старожитностей V—VII ст. н. е. Датування черняхівського поселення в Ставищі визначили за керамічним матеріалом та бронзовими виробами (фібулами), які відносяться до кінця IV — початку V ст. н. е. Здобутті в процесі дослідження знахідки, після камерального опрацювання передані до Дунаєвецького районного краєзнавчого музею.

## Козацька долина
Між Дунаївцями і Татариськами (нинішнім Ставищем) давнину в долині зав’язався великий бій між козаками та турками. Три дні билися козаки з турками і перемогли. На пам’ять про перемоги козаків над турками долину дотепер називають «Козацькою», а 2001 році при автодорозі національного значення Н03 встановлено пам'ятний хрест козакам-запорожцям.

## Населення
Населення становить 501 осіб.

### Мова
У селі поширені західноподільська говірка та південноподільська говірка, що відносяться до подільського говору, який належить до південно-західного наріччя.
Розподіл населення за рідною мовою за даними перепису 2001 року:
| Мова       | Кількість | Відсоток |
| ---------- | --------- | -------- |
| українська | 651       | 98.79%   |
| російська  | 8         | 1.21%    |
| Усього     | 659       | 100%     |

## Релігія
- Церква Святого Михайла (ПЦУ)

## Галерея

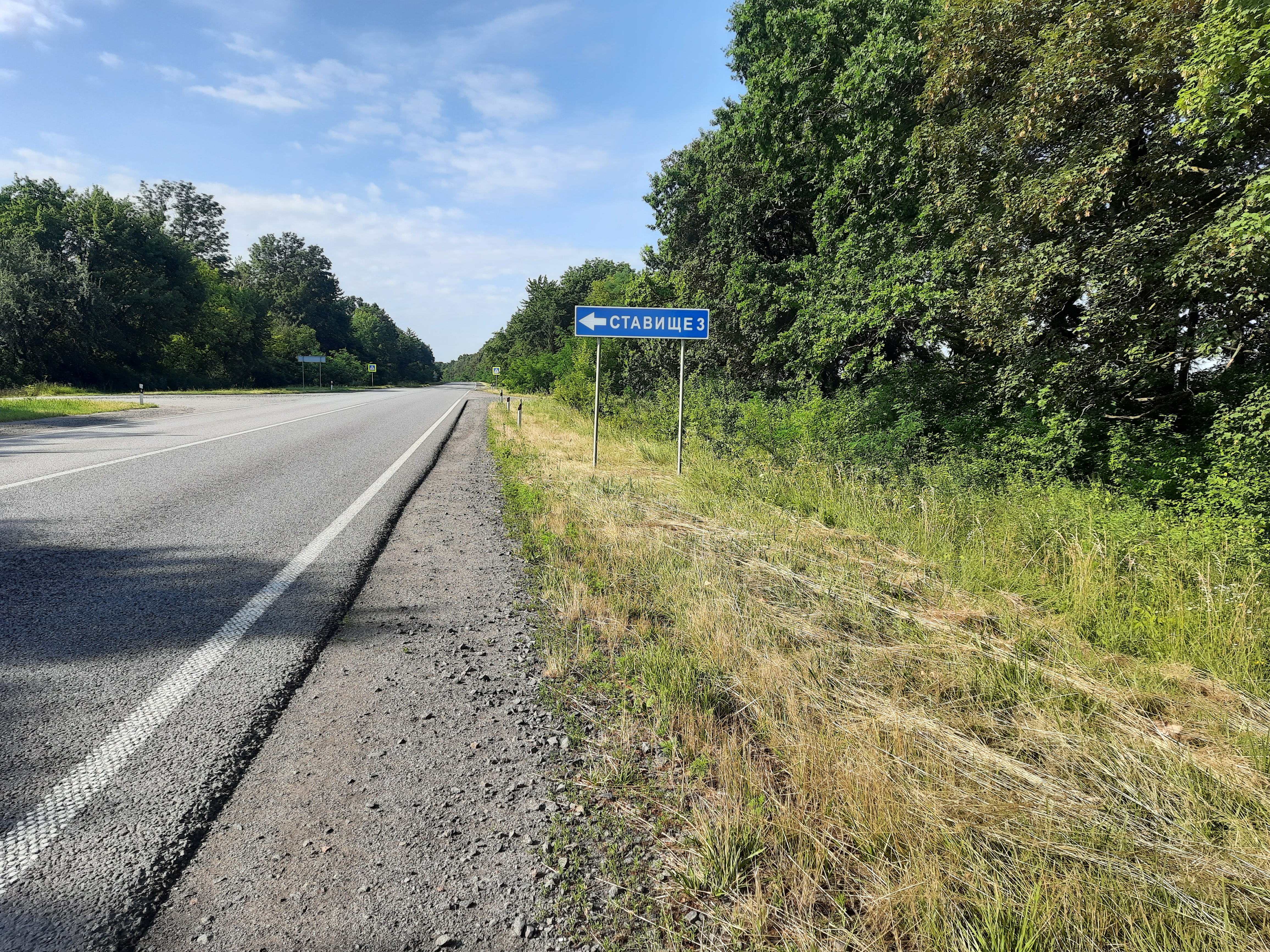
Дорожній знак при повороті на село
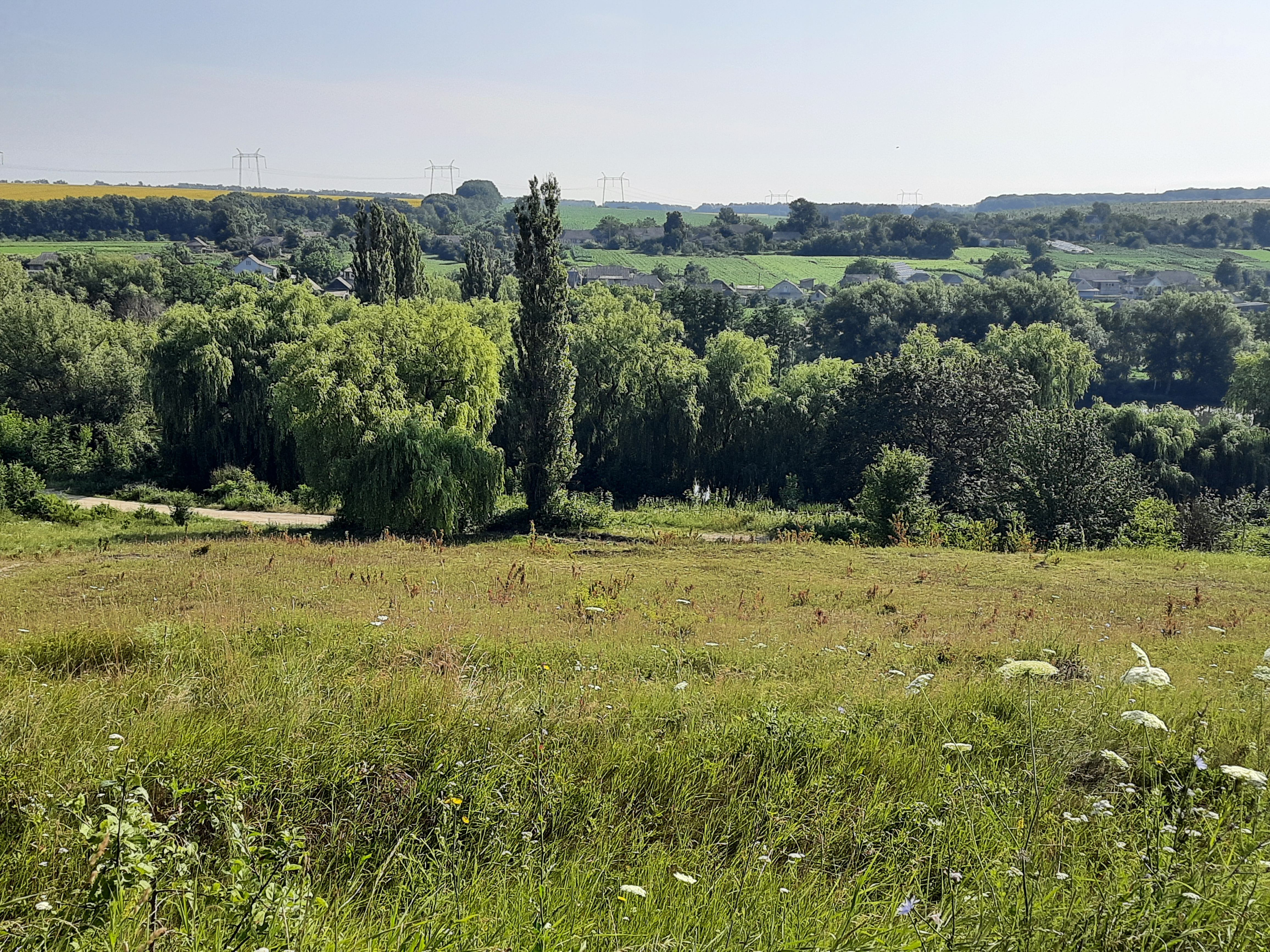
Сільський краєвид
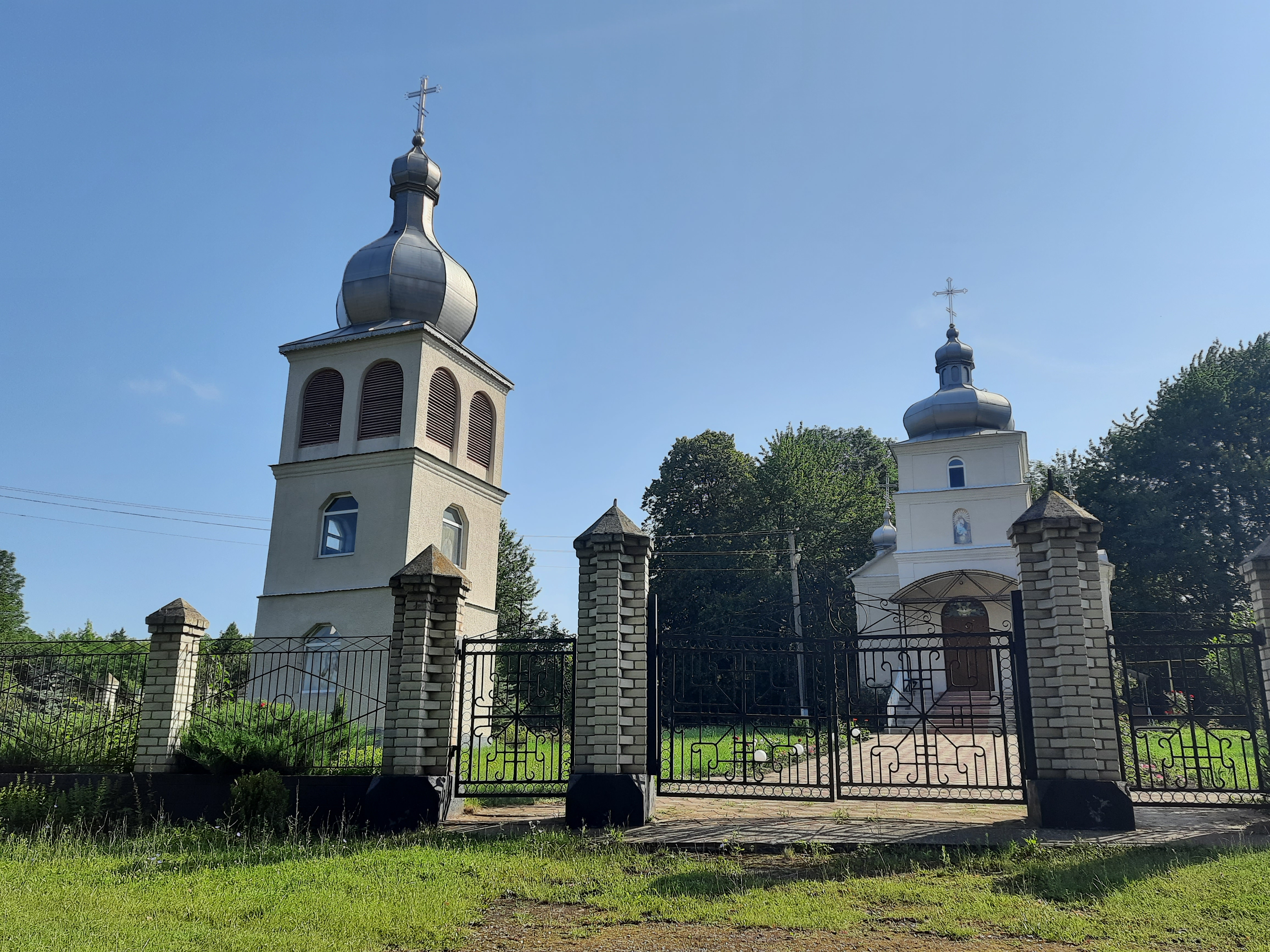
Церква Святого Михайла
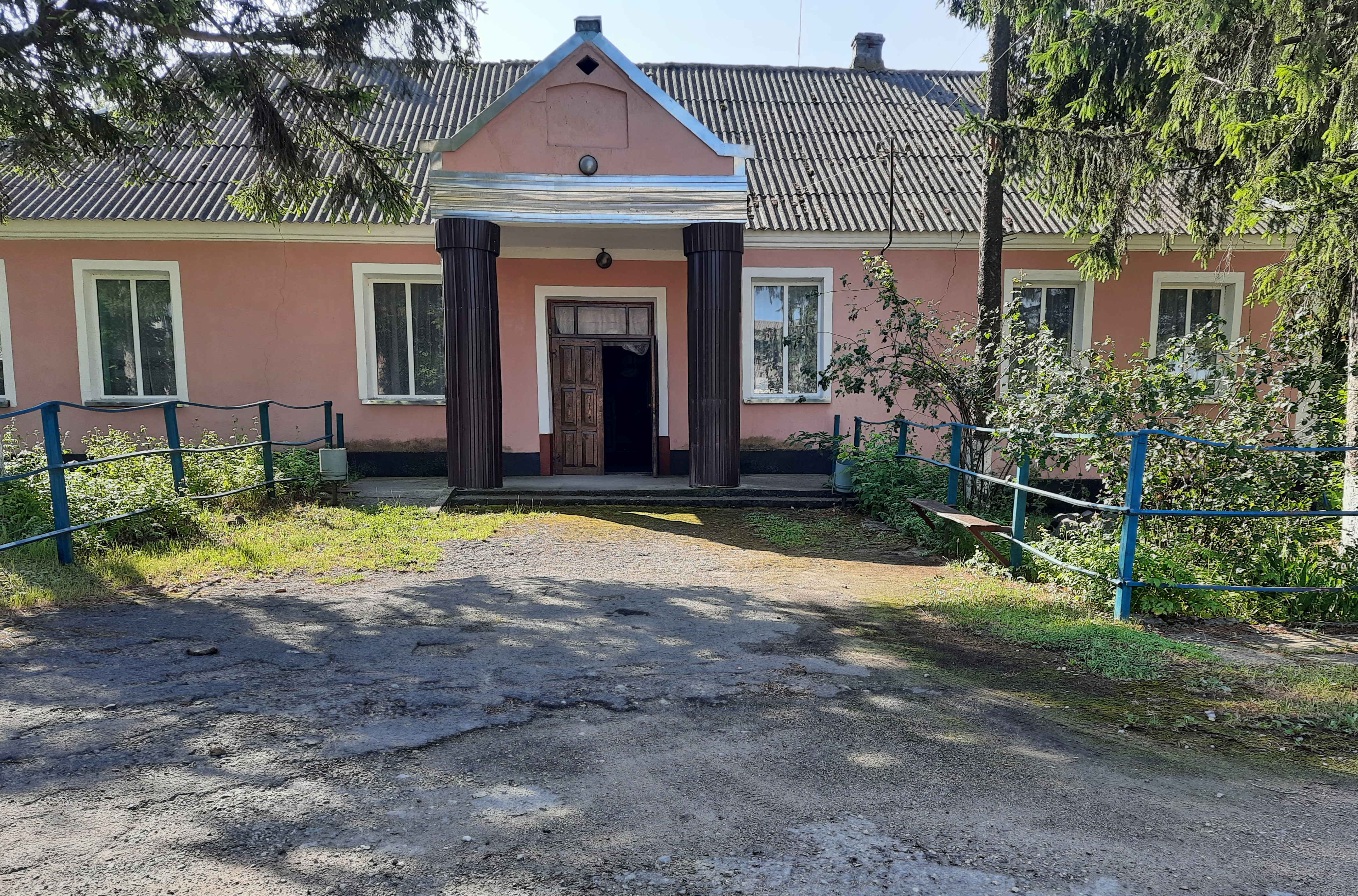
Клуб
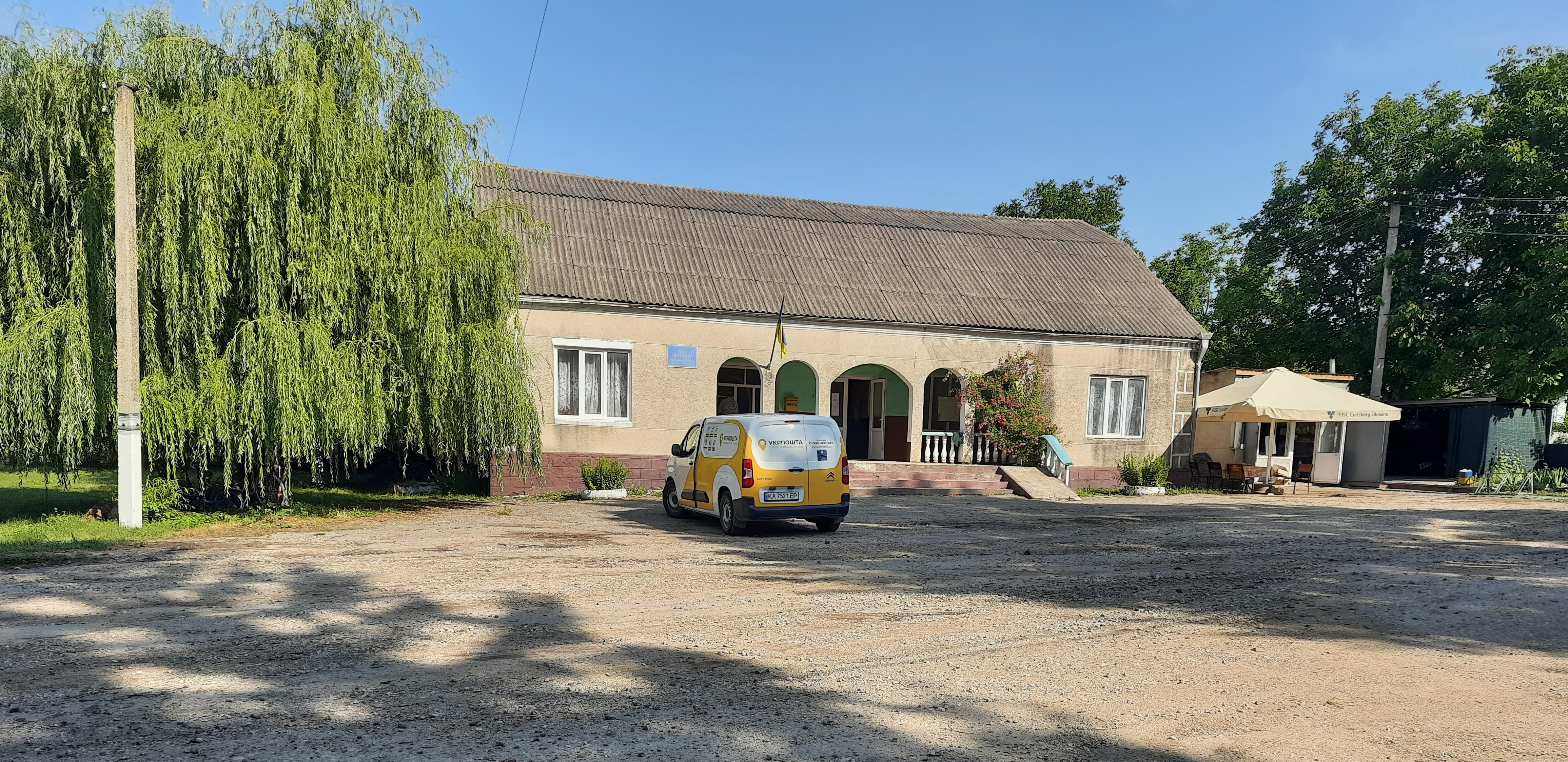
Старостат
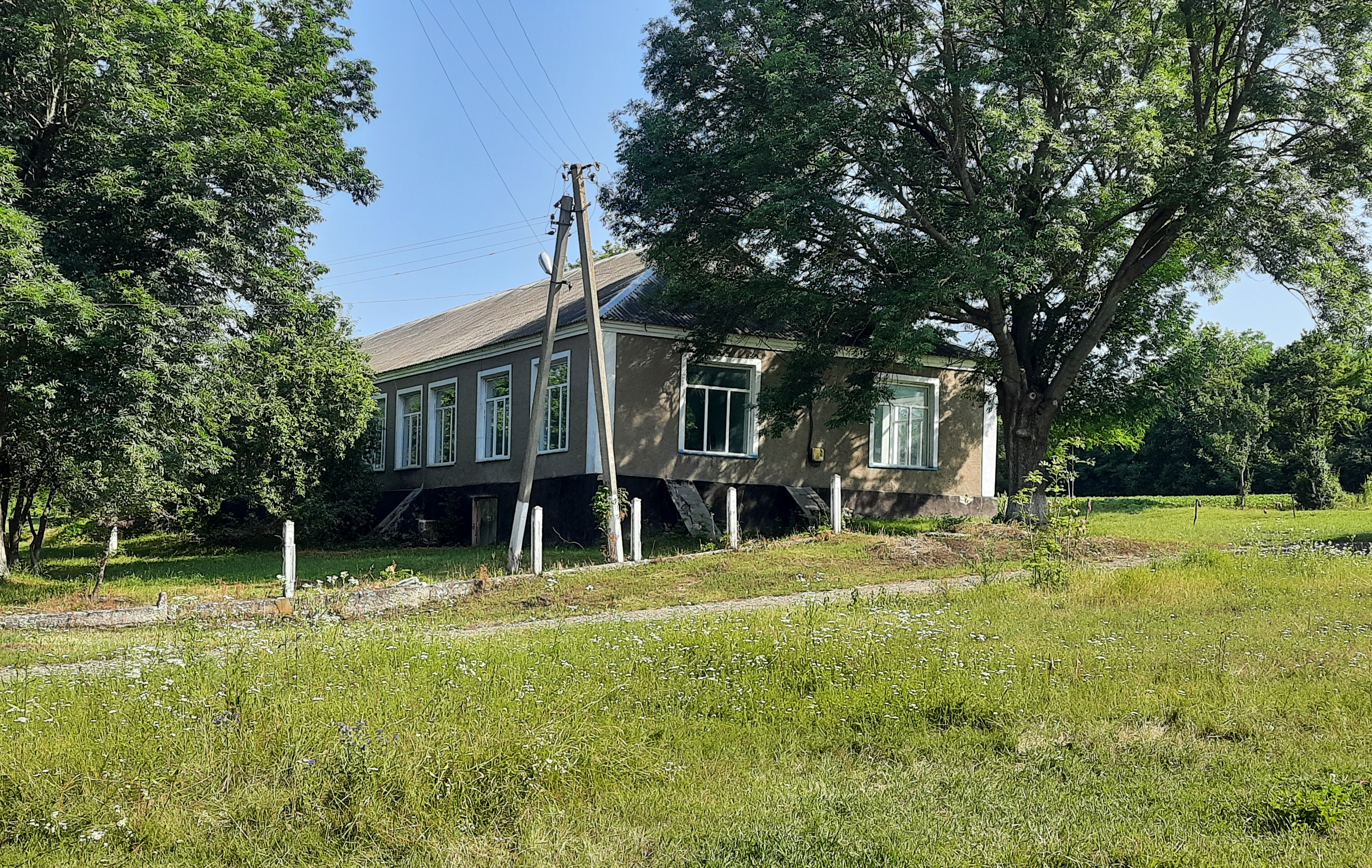
Фельдшерський пункт
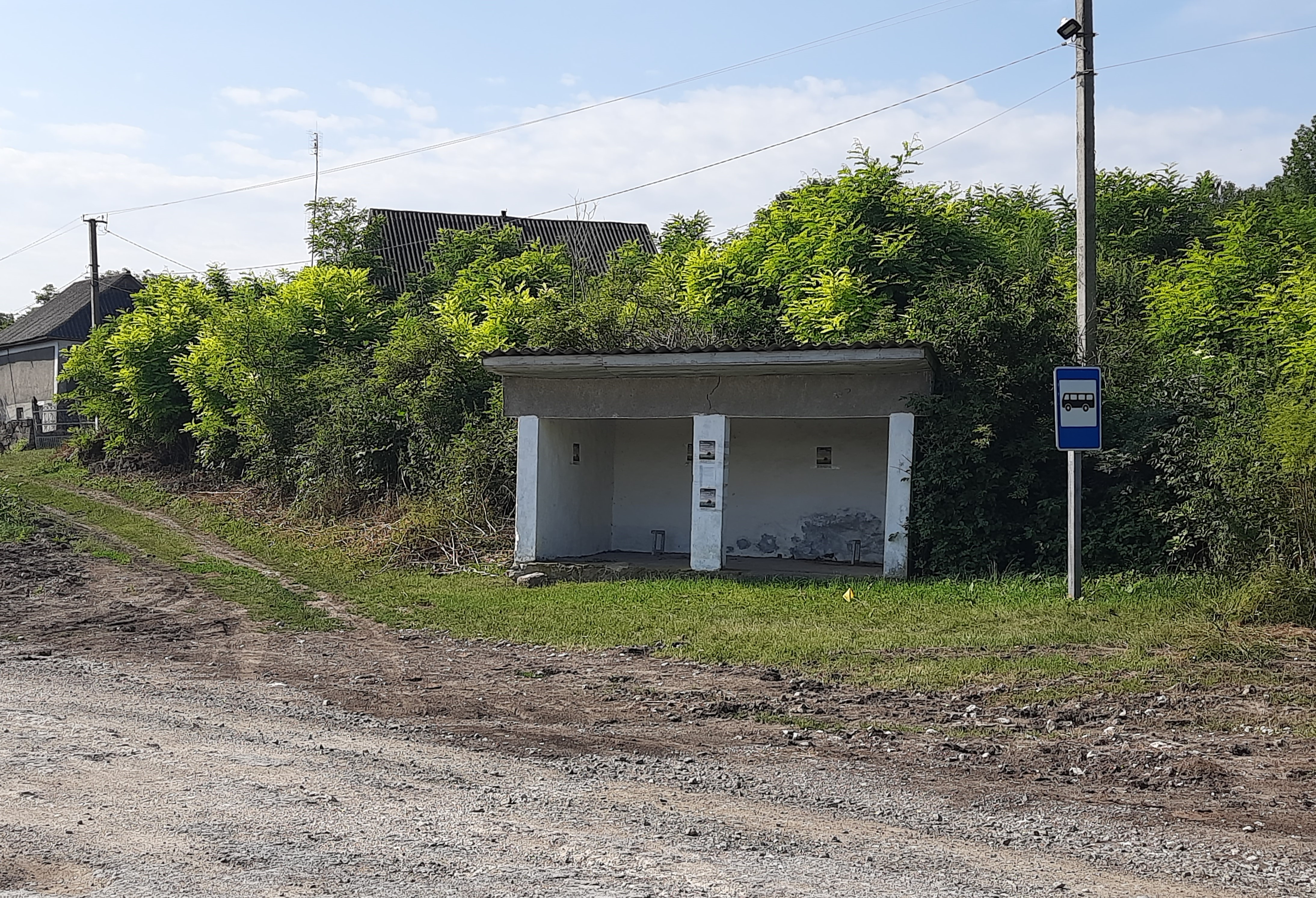
Автобусна зупинка
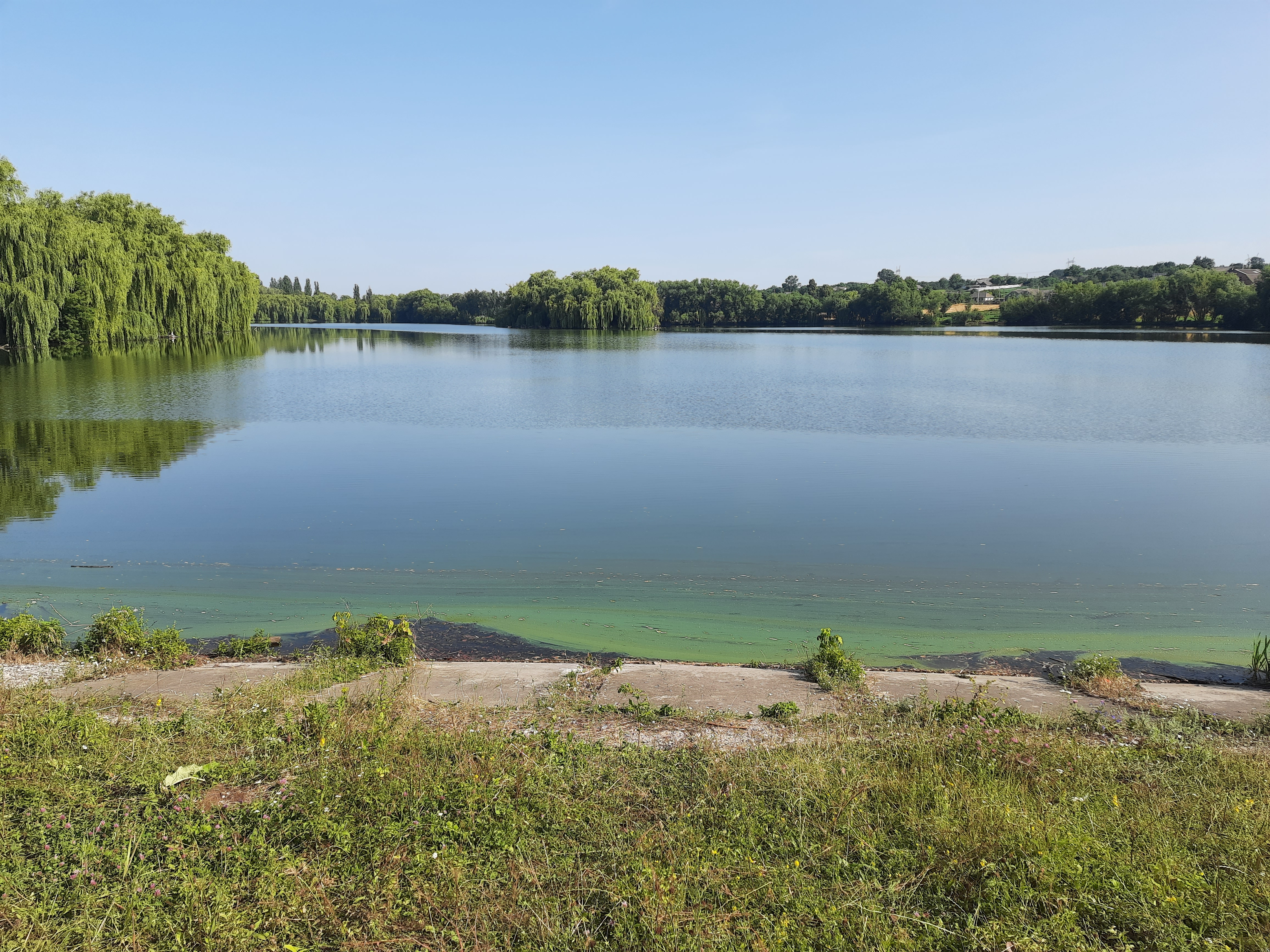
Став біля села
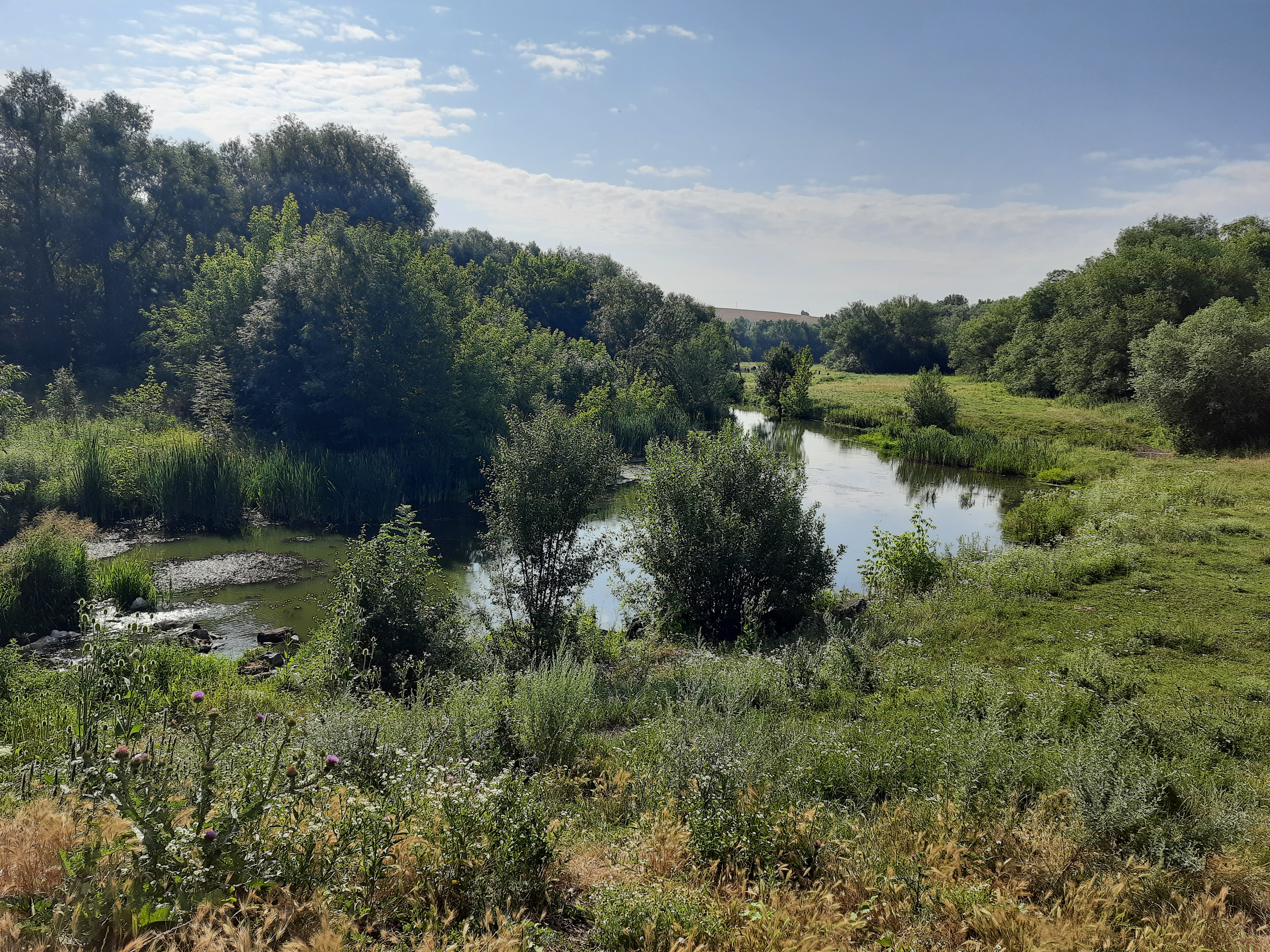
Річка Студениця
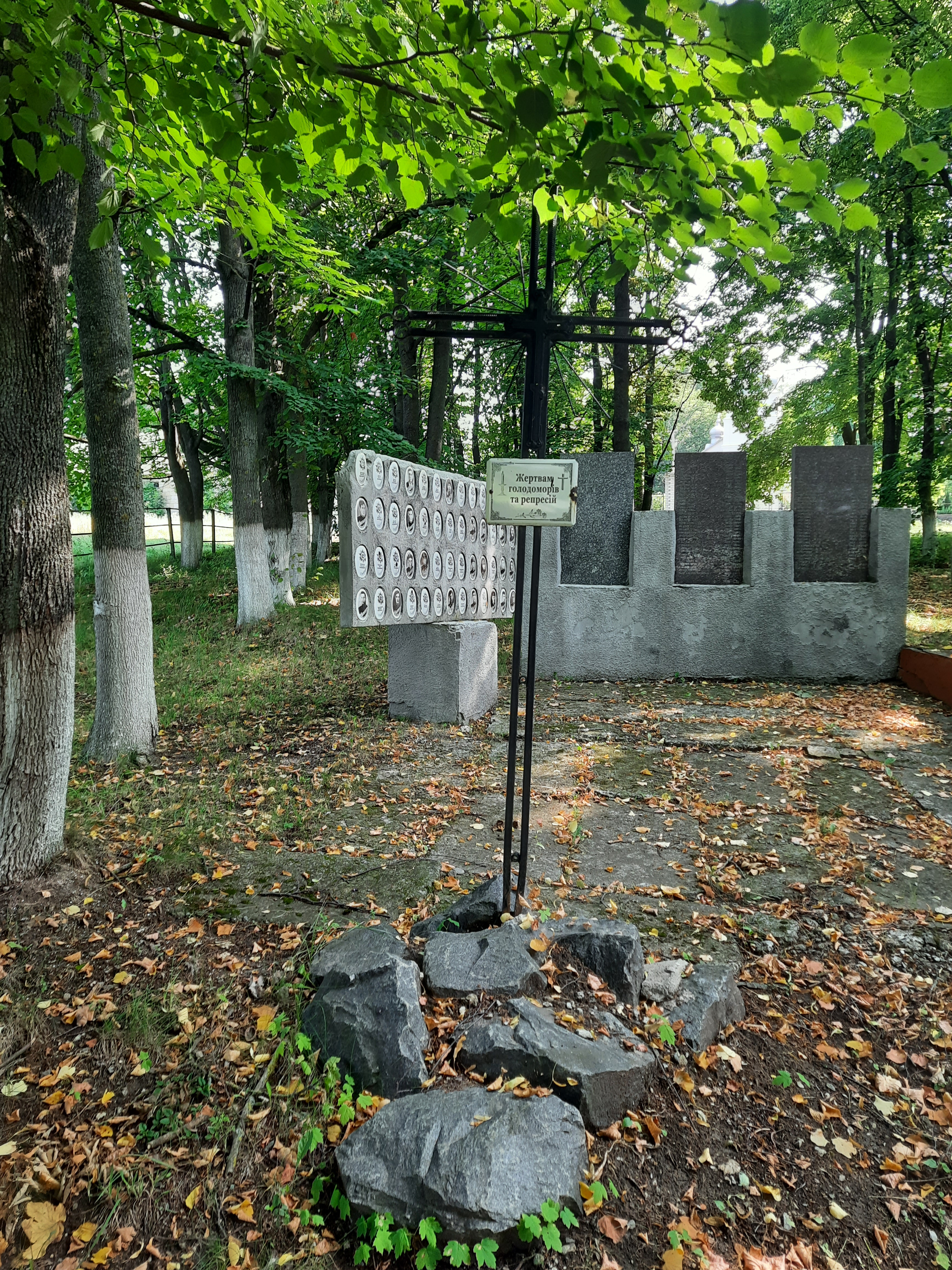
Пам'ятний знак жертвам голодомору